# Split Tunneling
Split Tunneling kommt bei virtuellen privaten Netzwerken (VPN) zum Einsatz. Dabei werden nur diejenigen Verbindungen durch den VPN-Tunnel geleitet, welche Systeme am anderen Ende des VPN-Tunnels als Ziele haben. Für alle anderen Verbindungen wird der VPN-Tunnel ignoriert.
Das Gegenteil stellt ein geschlossener Tunnel dar, bei welchem der gesamte Netzwerkverkehr durch das VPN geleitet wird. Hierdurch verändert sich auch die öffentliche IP-Adresse des VPN-Nutzers, da auch Verbindungen mit Internet-Ressourcen über das VPN geroutet werden. Das ist bei einem Split Tunnel im Normalfall nicht der Fall.
Die technische Umsetzung von Split Tunneling erfolgt mittels Änderungen in der Routingtabelle des Hosts. Für jedes erreichbare IP-Netzwerk am anderen Ende des VPN-Tunnels wird ein Eintrag in der Routingtabelle des Rechners gesetzt. Dabei dient die IP-Adresse des entfernten Endpunktes des VPN-Tunnels als Next Hop.

## Beispiel
Zum Beispiel hat ein Mitarbeiter sein Notebook mit dem WLAN im Hotel verbunden, um Zugriff zum Internet zu haben. Sobald der Zugriff zum Internet möglich ist, verbindet er sich zusätzlich mittels VPN mit dem internen Netzwerk der Firma. Nun kann der Mitarbeiter z. B. ein Dokument vom internen Fileserver der Firma öffnen und bearbeiten. Die dazu notwendigen Verbindungen laufen über den VPN-Tunnel. Als Nächstes öffnet der Mitarbeiter eine Webseite im Browser. Die hierfür notwendigen Verbindungen werden nicht durch den VPN-Tunnel geschickt, da es sich um ein System außerhalb des Firmennetzwerks handelt. Kurz gesagt wird bei der Datenübertragung der VPN-Tunnel ignoriert, bis der Benutzer ein bestimmtes Ziel im VPN-Netzwerk ansprechen möchte.

## Vorteile
Mittels Split Tunneling kann Internetbandbreite eingespart werden, da nicht der gesamte Internettraffic durch den VPN-Tunnel geleitet werden muss, der eventuell nur begrenzte Bandbreite zur Verfügung stellt. Dies wird dadurch erreicht, dass nicht der gesamte Netzwerkverkehr durch den VPN-Tunnel geleitet wird, sondern nur die Verbindungen, welche das Netzwerk auf der Seite des VPN-Servers zum Ziel haben (meist das Firmennetz).
Außerdem kann ein Benutzer, der z. B. Zugriff auf zwei Firmennetze benötigt, auf die Ressourcen beider Unternehmen zugreifen, ohne ständig die Verbindung mit dem einen Netzwerk zu trennen und mit dem anderen Netzwerk wieder aufbauen zu müssen.

## Nachteile
Bei aktiviertem Split Tunneling kann ein Benutzer Sicherheitslevel umgehen, welche in der Unternehmensstruktur platziert sind. Zudem können Internet-Provider mit der Implementierung von DNS-Hijacking die Namensauflösung von privaten Adressen mit einem gesplitteten Tunnel aufbrechen. Auch ein DNS-Leak kann auftreten, wenn ein Tunnel in einem VPN gesplittet wird. Dabei findet eine (Fehl-)Konfiguration eines DNS-Servers statt, dessen Kommunikation mit dem Internet am VPN vorbei läuft. Diese Problematik kann manuell oder per Programm (bspw. freien DNS-Leak-Tools) behoben werden. Ein DNS-Leak-Tool, wie beispielsweise der DNS-Leak-Tester, löst eine Reihe spezieller Verbindungsversuche aus, um den Ursprung der daraus resultierenden DNS-Anfragen nachzuvollziehen.